# Icterus cayanensis
Icterus cayanensis е вид птица от семейство Трупиалови (Icteridae).

## Разпространение
Видът е разпространен в Боливия, Венецуела, Гвиана, Еквадор, Колумбия, Перу, Суринам и Френска Гвиана.